# We Fight
We Fight è il settimo album in studio degli Arthemis, uscito nel 2012 per l'etichetta discografica Off Yer Rocka.

## Tracce
1. Apocalyptoc Nightmare - (Andrea Martongelli)
2. Empire - (Andrea Martongelli)
3. We Fight (Andrea Martongelli)
4. Blood Of Generations - (Andrea Martongelli)
5. Burning Star - (Andrea Martongelli)
6. Cry For Freedom - (Andrea Martongelli)
7. Alone - (Andrea Martongelli)
8. Reign Of Terror - (Andrea Martongelli)
9. Still Awake - (Andrea Martongelli)
10. The Man Who Killed The Sun - (Andrea Martongelli)
11. Metal Hammer - (Andrea Martongelli)

### Bonus
1. Tornado Of Souls - (Megadeth cover)
2. United - (Judas Priest cover)

## Formazione
- Fabio Dessi – voce
- Andrea Martongelli - chitarra solista
- Damiano Perazzini - basso
- Paul Grinder – batteria